# Póvoa de Lanhoso
Póvoa de Lanhoso – miejscowość w Portugalii, leżąca w dystrykcie Braga, w regionie Północ w podregionie Ave. Miejscowość jest siedzibą gminy o tej samej nazwie.

## Demografia
| Liczba ludności gminy Póvoa de Lanhoso (1801–2011) | Liczba ludności gminy Póvoa de Lanhoso (1801–2011) | Liczba ludności gminy Póvoa de Lanhoso (1801–2011) | Liczba ludności gminy Póvoa de Lanhoso (1801–2011) | Liczba ludności gminy Póvoa de Lanhoso (1801–2011) | Liczba ludności gminy Póvoa de Lanhoso (1801–2011) | Liczba ludności gminy Póvoa de Lanhoso (1801–2011) | Liczba ludności gminy Póvoa de Lanhoso (1801–2011) | Liczba ludności gminy Póvoa de Lanhoso (1801–2011) | Liczba ludności gminy Póvoa de Lanhoso (1801–2011) |
| -------------------------------------------------- | -------------------------------------------------- | -------------------------------------------------- | -------------------------------------------------- | -------------------------------------------------- | -------------------------------------------------- | -------------------------------------------------- | -------------------------------------------------- | -------------------------------------------------- | -------------------------------------------------- |
| 1801                                               | 1849                                               | 1900                                               | 1930                                               | 1960                                               | 1981                                               | 1991                                               | 2001                                               | 2004                                               | 2011                                               |
| 8 084                                              | 9 585                                              | 16 939                                             | 19 178                                             | 22 033                                             | 21 092                                             | 21 516                                             | 22 772                                             | 23 657                                             | 21 886                                             |

## Sołectwa
Sołectwa gminy Póvoa de Lanhoso (ludność wg stanu na 2011 r.):
- Águas Santas – 420 osób
- Ajude – 139 osób
- Brunhais – 313 osób
- Calvos – 483 osoby
- Campos – 1046 osób
- Covelas – 416 osób
- Esperança – 339 osób
- Ferreiros – 416 osób
- Fonte Arcada – 1273 osoby
- Frades – 270 osób
- Friande – 241 osób
- Galegos – 543 osoby
- Garfe – 1000 osób
- Geraz do Minho – 521 osób
- Lanhoso – 742 osoby
- Louredo – 439 osób
- Monsul – 773 osoby
- Moure – 242 osoby
- Oliveira – 397 osób
- Póvoa de Lanhoso – 5052 osoby
- Rendufinho – 736 osób
- Santo Emilião – 890 osób
- São João de Rei – 401 osób
- Serzedelo – 723 osoby
- Sobradelo da Goma – 794 osoby
- Taíde – 1613 osób
- Travassos – 696 osób
- Verim – 353 osoby
- Vilela – 615 osób